# Трасеух Олексій Борисович
Олексій Борисович Трасеух (нар. 13 лютого 1968, Харків, УРСР, СРСР — пом. 5 січня 2003, Ярославль, Росія) — український і російський хокеїст, центральний нападник.

## Спортивна кар'єра
Вихованець харківської хокейної школи. В чемпіонатах СРСР виступав за місцеве «Динамо» і київський «Сокіл». У вищій лізі провів 97 ігор, 14 закинутих шайб, 11 результативних передач.
З 1992 року захищав кольори ярославського «Торпедо». Чемпіон Росії 1997 року, бронзовий медаліст 1998. В російській суперлізі провів 327 матчів, 170 набраних очок (70+100).
2000 року остаточно перейшов до тренерської діяльності в ярославському «Локомотиві».
Вранці 5 січня 2003 року його знайшли вдома з вогнепальним пораненням у груди, помер у лікарні. За версією правоохоронних органів — застрелився з мисливської рушниці. Похований на Леонтієвському цвинтарі Ярославля.

## Статистика
| Сезон   | Клуб                  | Ліга | Регулярний сезон | Регулярний сезон | Регулярний сезон | Регулярний сезон | Регулярний сезон | Плей-оф | Плей-оф | Плей-оф | Плей-оф | Плей-оф |
| Сезон   | Клуб                  | Ліга | І                | Г                | П                | О                | ШХ               | І       | Г       | П       | О       | ШХ      |
| ------- | --------------------- | ---- | ---------------- | ---------------- | ---------------- | ---------------- | ---------------- | ------- | ------- | ------- | ------- | ------- |
| 1985-86 | «Динамо» (Харків)     | Д-2  | 4                | 0                | 0                | 0                | 0                |         |         |         |         |         |
| 1986-87 | «Динамо» (Харків)     | Д-2  | 26               | 2                | 1                | 3                | 8                |         |         |         |         |         |
| 1987-88 | «Динамо» (Харків)     | Д-2  | 51               | 3                | 3                | 6                | 14               |         |         |         |         |         |
| 1988-89 | «Динамо» (Харків)     | Д-1  | 25               | 3                | 1                | 4                | 6                | 36      | 18      | 13      | 31      | 10      |
| 1989-90 | «Динамо» (Харків)     | Д-1  | 30               | 7                | 5                | 12               | 0                | 36      | 7       | 6       | 13      | 12      |
| 1990-91 | «Сокіл» (Київ)        | Д-1  | 43               | 4                | 5                | 9                | 14               |         |         |         |         |         |
| 1991-92 | «Динамо» (Харків)     | Д-2  | 49               | 15               | 15               | 30               | 12               |         |         |         |         |         |
|         | «Торпедо» (Ярославль) | Д-1  | 0                | 0                | 0                | 0                | 0                | 6       | 2       | 0       | 2       | 0       |
| 1992-93 | «Торпедо» (Ярославль) | Д-1  | 40               | 5                | 18               | 23               | 14               | 4       | 1       | 0       | 1       | 4       |
| 1993-94 | «Торпедо» (Ярославль) | Д-1  | 46               | 14               | 30               | 44               | 10               | 4       | 0       | 3       | 3       | 0       |
| 1994-95 | «Торпедо» (Ярославль) | Д-1  | 51               | 21               | 21               | 42               | 16               | 4       | 0       | 2       | 2       | 2       |
| 1995-96 | «Торпедо» (Ярославль) | Д-1  | 51               | 11               | 19               | 30               | 16               | 2       | 2       | 0       | 2       | 0       |
| 1996-97 | «Торпедо» (Ярославль) | Д-1  | 40               | 6                | 5                | 11               | 20               | 9       | 5       | 0       | 5       | 4       |
| 1997-98 | «Торпедо» (Ярославль) | Д-1  | 43               | 4                | 1                | 5                | 12               | 4       | 1       | 0       | 1       | 2       |
| 1999-00 | «Торпедо» (Ярославль) | Д-1  | 21               | 0                | 0                | 0                | 8                | 8       | 0       | 1       | 1       | 2       |